# AFI 100 Years... series
Le AFI 100 Years... series sono una serie di liste composte da una selezione di titoli del cinema statunitense stilate annualmente dall'American Film Institute dal 1998, centesimo anniversario del primo film americano, al 2008, per celebrare e promuovere l'interesse nella storia del cinema.
Le serie sono:
- 1998: AFI's 100 Years... 100 Movies (lista 1998)
- 1999: AFI's 100 Years... 100 Stars
- 2000: AFI's 100 Years... 100 Laughs
- 2001: AFI's 100 Years... 100 Thrills
- 2002: AFI's 100 Years... 100 Passions
- 2003: AFI's 100 Years... 100 Heroes and Villains
- 2004: AFI's 100 Years... 100 Songs
- 2005: AFI's 100 Years... 100 Movie Quotes
- 2005: AFI's 100 Years of Film Scores
- 2006: AFI's 100 Years... 100 Cheers
- 2006: AFI's 100 Years of Musicals
- 2007: AFI's 100 Years... 100 Movies (lista 2007)
- 2008: AFI's 10 Top 10 (per 10 generi)